# Карлуш, Мануэль
Мануэль Карлус Гонсалвес де Алмейда (порт. Manoel Carlos Gonçalves de Almeida, род. 14 марта 1933) — бразильский сценарист, режиссёр, продюсер и актёр.

## Личная жизнь
У него есть двое дочерей: писательница и сценарист Мария Каролина и актриса Жулия Алмейда, которая снималась во всех его сериалах. К сожалению, трое его сыновей скончались: драматург и актёр Рикардо Де Алмейда (умер в 1988 году в результате осложнений, вызванных ВИЧ), режиссёр Мануэль Карлуш младший, который в 2012 году умер от сердечного приступа, и 22-летний студент театра Педро Алмейда, умерший от внезапной болезни в 2014 году в Нью-Йорке.

## Фильмография
- Ник Чак (1952)
- Живая вода (1980)
- Танцуй со мной (1981)
- Летнее солнце (1982-1983)
- Новая любовь (1986)
- Семья, как и любая другая (1987)
- Круг (1988)
- Счастье (1991-1992)
- Мануэла (1991-1992)
- История любви (1995-1996)
- Во имя любви (1997-1998)
- Семейные узы (2000-2001)
- Женщины в любви (2003)
- Страницы жизни (2006-2007)
- Жить жизнью (2009-2010)
- Тень Елены (2014)